# 얼씨구TV
얼씨구TV는 광주MBC에서 운영하는 국악 유튜브 채널이다. 매주 1회씩 업로드하는 <<얼씨구당>> <<인간문화재 이야기>> <<풍류달빛공연>> 등의 콘텐츠로 구성된다.

## 등장 인물
- 인간문화재 :《공옥진》《박병천》《박송희》《성우향》《성창순》《송순섭》《신영희》《안숙선》《오정숙》《이생강》《이춘희》《정광수》《조공례》《조상현

- 김태연
- 백금렬
- 지정남
- 이윤선
- 박금희
- 박정아
- 조유아
- 박애리
- 서진실
- 윤충일
- 송소희
- 송순단
- 조오환
- 안애란
- 조엘라
- 이미리
- 전영랑
- 이희문
- 남상일
- 바라지
- 김율희
- 악단광칠